# Saint-Briac-sur-Mer
Saint-Briac-sur-Mer é uma comuna francesa na região administrativa da Bretanha, no departamento Ille-et-Vilaine. Estende-se por uma área de 8,08 km². Em 2010 a comuna tinha 2 194 habitantes (densidade: 271,5 hab./km²).